# 우각호

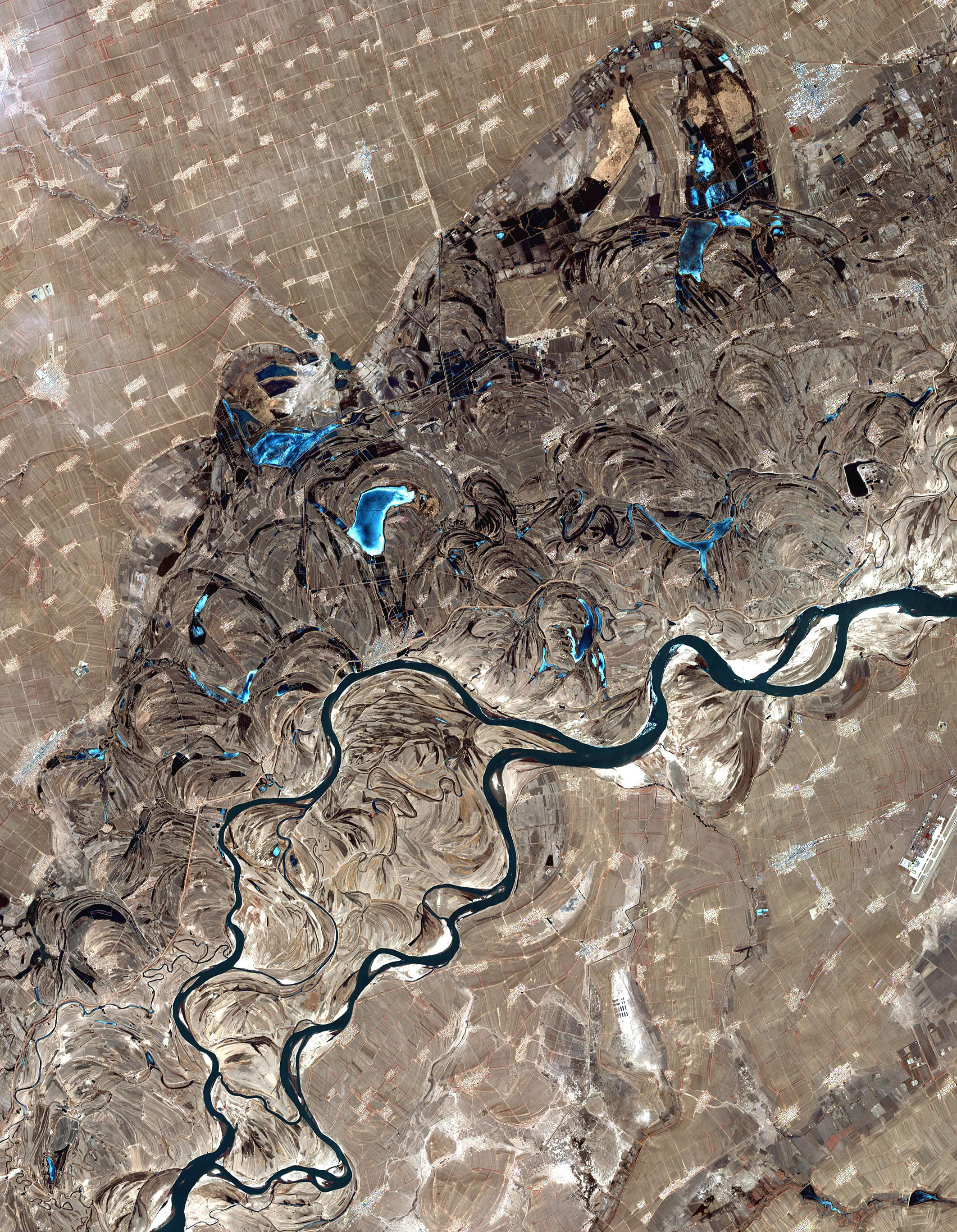
쑹화강의 우각호

우각호(牛角湖)는 범람원을 비롯한 낮은 평야 지대를 사행하던 하천이 끊겨 생긴 호수로 쇠뿔처럼 생겼다고 하여 붙여진 이름이다. 예전에는 강의 일부였던 호수라서 하적호(河跡湖)라고도 한다. 우각호에는 큰 것이 별로 없으며, 대부분 사람들이 메워 농경지로 이용하는 곳이 많다.

## 같이 보기
- 바이우